# Milston
Milston è un villaggio e una parrocchia civile della contea del Wiltshire che si trova a circa 10 miglia a nord di Salisbury e separato da Durrington dal fiume Avon, nel Sud Ovest dell'Inghilterra. 

## Geografia

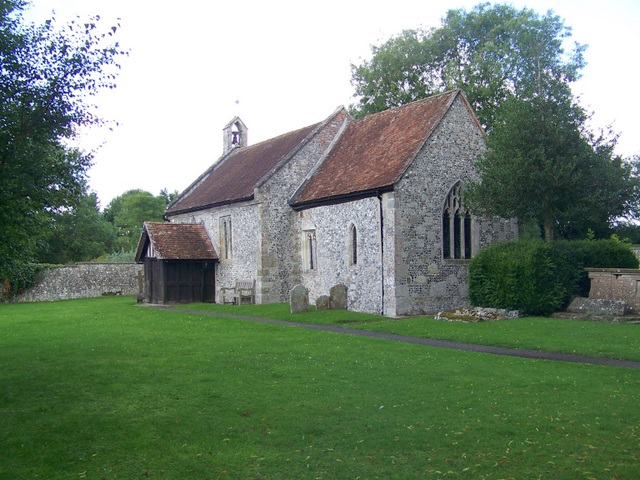
Chiesa di Santa Maria a Milston

La parrocchia civile di Milston occupa una superficie di 9.161 km² e si trova a 15 km a nord di Salisbury. Geomorfologicamente è lunga e stretta, raggiunge i 6,5 km attraverso la pianura di Salisbury dal Christchurch Avon a ovest fino all'Hampshire a est, e contiene due piccoli villaggi, Milston a sud, Brigmerston a nord. La loro etimologia suggerisce che entrambi i villaggi siano di origine sassone, ed entrambi si trovano vicino al fiume, Brigmerston su un terreno leggermente più elevato di Milston. Brigmerston prese il nome dal suo signore nel 1066 e i successivi riferimenti del XVIII e dell'inizio del XIX secolo quando venne citato come Brigmilston sono erronei. Il confine della parrocchia è semplice, con lunghe linee rette che attraversano le colline, col fiume Avon a ovest. Parti del confine settentrionale e meridionale seguono valli aride mentre quello orientale segue una cresta e per gran parte della sua lunghezza è segnato da un fossato preistorico.
L'intera area della parrocchia è su terreno con gesso. Il fiume Avon ha creato depositi di ghiaia e zone alluvionali. Vi sono due villaggi, Milston e Brigmerston. Il livello sul mare è di circa 70 metri accanto all'Avon e di circa 85 metri accanto al fiume Nine Mile. La zona più alta è ad oltre 165 metri su Dunch Hill all'angolo nord-est della parrocchia. A ovest del fiume Nine Mile il terreno calcareo scende dolcemente mentre a est il pendio diviene più ripido. Dopo il 1899 alcuni terreni arabili a ovest furono convertiti in pascoli quando la parte orientale della parrocchia divenne un'area di addestramento militare. Due strade principali attraversavano la zona collinare della parrocchia. Quella da Chipping Campden via Marlborough a Salisbury era importante alla fine del XVII secolo, quella da Oxford via Hungerford a Salisbury alla fine del XVIII. La strada Oxford-Salisbury non attraversò la parrocchia finché non fu messa in uso un nuovo percorso più occidentale dopo il 1675. Entrambe le strade furono sostituite all'inizio del XIX secolo da una strada a pedaggio nella valle di Bourne più a est, ed entrambe furono chiuse dall'esercito all'inizio del XX secolo. La vecchia strada di Marlborough ha mantenuto il suo nome. Nella parte occidentale della parrocchia, la strada che collega i villaggi sulla riva orientale dell'Avon fu resa a pedaggio tra Figheldean e Bulford nel 1761 e smantellata nel 1871.

## Storia
Nella parrocchia civile di Milston vi sono evidenze di insediamenti preistorici. Il confine orientale ad esempio segue una cresta e per gran parte della sua lunghezza è segnato da un fossato preistorico. Le più antiche testimonianze sono legate al ritrovamento di manufatti dell'età del bronzo venuti alla luce a Brigmerston down. Ci sono cimiteri di tumuli a Silk Hill e Milston down. Ci sono recinti dell'età del ferro a Milston e Brigmerston down, si sono trovate ceramiche dell'età del ferro o romano-britanniche sono vicino al sito del mulino di Milston e un sistema di campi basato su un forte collinare dell'età del ferro a Sidbury Hill a North Tidworth. Il fossato parallelo del Diavolo, un fossato nord-sud che attraversa la parrocchia, a est del fiume Nine Mile, segna il confine orientale e potrebbe essere associato al sistema di campi presitorici.
I villaggi di Milston e Brigmerston apparentemente hanno avuto origine all'interno di un meandro verso ovest dell'Avon, Milston sulla riva nord, Brigmerston su quella sud, e si svilupparono attorno a un rettangolo di piccole vie di comunicazione. Il lato est del rettangolo era una vecchia strada nel 1841 che non risutò più presente nel 1851. Il nome Church Road fu applicato sia al lato sud sia a quello ovest nel XX secolo. Entrambi i villaggi furono aggirati dalla strada a pedaggio Figheldean-Bulford. Brigmerston potrebbe essere stato il più ricco dei due insediamenti nel XIV secolo mentre Milston era più popoloso a metà del XIX secolo, Brigmerston alla fine del XX.

## Villaggi
- Milston. La chiesa parrocchiale sorge a Milston all'angolo sud-ovest. A est c'è la canonica che potrebbe essere stata il luogo di nascita e la casa d'infanzia di Joseph Addison, noto scrittore e drammaturgo britannico. Sul lato nord del cimitero, fu costruita nel 1613 una casa in selce con rivestimenti in bugnato per Roger Pinckney e potrebbe aver incorporato un edificio più antico. La nuova casa potrebbe aver avuto una pianta a forma di U e una sala centrale e corte ali nord. L'ala nord-ovest potrebbe aver contenuto un salotto e una scala, l'ala nord-est una cucina. Se c'era un'ala nord-ovest, fu presumibilmente demolita nel XVIII secolo quando fu inserita una scala nell'ala nord-est, che ci è pervenuta. Nel XIX secolo furono inserite diverse finestre con colonnine in pietra e due bovindi inclinati al piano terra nelle elevazioni nord e ovest. Una fattoria sul lato nord di Church Road fu costruita nel XVII secolo come una casa a quattro campate con struttura in legno e tetto di paglia con mattoni a strisce e riempimento in selce. Il piano terra fu ricostruito in mattoni nel XVIII secolo e all'inizio del XX fu costruita una quinta campata più bassa a due piani all'estremità occidentale. La casa divenne cottage quando una nuova fattoria Milston fu costruita a nord-ovest di essa intorno al 1850 e nel 1991 comprendeva due case. Un paio di cottage posti a est sono hanno anch'essi struttura in legno, tetto di paglia e risalgono al XVII secolo. Gli edifici della fattoria sul lato sud di Church Road furono apparentemente costruiti alla fine del XVIII secolo o all'inizio del secolo successivo.  Più a sud sull'Avon sorgevano due mulini. Nel 1991 era presente un mulino dei primi anni del XIX secolo, edificato in macerie di selce con rivestimenti in mattoni rossi, con il tetto di paglia e con una successiva estensione a nord-ovest, e a sud-est un cottage dei primi anni del XIX secolo costruito con gli stessi materiali. Quest'ultimo sorgeva sul lato nord della strada che collegava i mulini alla strada Figheldean-Bulford. Una fattoria fu costruita a circa 1 km a nord-est del villaggio a metà del XIX secolo. Nel 1918 fu aperto un cimitero a ovest di Church Road a metà strada tra Milston e Brigmerston.[3][4][5][6]
- Brigmerston. Il lato nord della parrocchia civile che si estendeva a ovest oltre Church Road, formava una strada del villaggio per Brigmerston. Nel 1274 nel villaggio sorgeva una casa padronale molto modesta e una semplice colombaia. Il signore di Milston e del maniero di Brigmerston sembra che vi possedesse una casa dall'inizio del XIV secolo sino alla fine del XVI secolo. Il sito della prima casa padronale è sconosciuto, ma la colombaia sopravvive sul lato sud della strada. Conserva un contrafforte medievale all'angolo nord-est e forse tracce di altri agli angoli sud-est e nord-ovest. Era rivestita con cassette nido in pietra. Gran parte del muro è stato rinnovato e il suo tetto piramidale è stato costruito nel XVIII secolo. La colombaia fu trasformata in un cottage all'inizio del XX secolo e ristrutturata internamente nel 1969. Nel 1768 un incendio distrusse 11 case a Brigmerston. La principale fattoria del villaggio, Brigmerston Farm, si trovava all'estremità occidentale della strada sul lato sud, con gli edifici agricoli a ovest della casa. Una nuova fattoria fu costruita a sud-ovest degli edifici tra il 1851 e il 1877 circa. Brigmerston House, un grande edificio quadrato in pietra con una lunga fila di case a sud-est e nord-ovest all'angolo nord, fu costruita in un parco di 3 ettari tra il 1820 e il 1841, probabilmente per C. E. Rendall negli anni trenta del XIX secolo. Fu ristrutturata per ottenere sette appartamenti intorno al 1877. All'incrocio tra Brigmerston Street e Figheldean—Bulford Road, a metà del XIX secolo, furono costruiti un paio di cottage e, a ovest di questi, tutti sul lato nord della strada, e ne vennero costruiti altri all'inizio del XX secolo. A ovest di questi, sul lato nord, nel 1956 furono costruiti otto alloggi popolari e quattro bungalow per anziani, riportando l'insediamento nella parte vecchia del villaggio, dove sopravvivono alcuni cottage del XVIII o XIX secolo. A Brigmerston Corner, a est dell'incrocio tra Brigmerston Street e Figheldean—Bulford Road, furono costruite delle abitazioni temporanee dopo la seconda guerra mondiale.[3][4][5][6]

## Monumenti e luoghi d'interesse
Ci sono numerosi edifici storici e altri siti d'interesse nel territorio di Milston.
- Chiesa di Santa Maria (in inglese St Mary's Church). La chiesa parrocchiale anglicana venne edificata a partire dal XIII secolo e fu oggetto di interventi nel secolo successivo e di un importante restauro nel XVIII secolo. Edificata in selce con calcare e conci di sabbia verde e macerie sparse, il tetto è in tegole. Il campanile a vela conserva una campana, che si dice sia del 1290 circa. Una meridiana è affissa alla facciata sud ed è datata 1786. La sagrestia si trova a nord. La navata è intonacata e lastricata. La copertura è con volta a botte a pannelli depressi del XIX secolo su piastre murali traforate. Le pitture murali sono del XVI secolo, testi con cornice gialla zigrinata sulle pareti nord e sud e pannello sulla parete ovest. L'acquasantiera vicino alla porta nord è stata spostata in sagrestia. L'arco del presbiterio è a punta e smussato con data di riparazione 1780. La navata ha finestre a cuspide a due luci ed ha un portico a sud, in legno, ricostruito nel XIX secolo che incorpora una porta esterna del 1500 circa. La porta interna è ad arco a sesto acuto del XIII secolo con modanatura semicircolare incassata. Il presbiterio prende luce da varie finestre di tipo gotico, ha un tetto a capriate del XV secolo con collare rinforzato ad arco e conci solidi sagomati sulla piastra murale modanata. La balaustra della comunione è ad arcate cuspidate del XIX secolo e vi sono simili supporti anteriori per gli stalli del coro. Il fonte battesimale a forma di catino bulboso su un breve fusto ottagonale e base intagliata a foglia, probabilmente è del XIII secolo. Il pulpito del XVIII secolo è in legno di quercia, a sei lati con figure intagliate applicate, probabilmente del XVII secolo. Il luogo di culto appartiene alla diocesi di Salisbury e dal 18 febbraio 1958 è considerata un monumento classificato di secondo grado per il suo particolare interesse storico e architettonico.[8][9][10]